# Suttonia suttoni
Suttonia suttoni là một loài cá biển thuộc chi Suttonia trong họ Cá mú. Loài này được mô tả lần đầu tiên vào năm 1953. Tên gọi chung cho các loài thuộc phân họ Grammistini là "cá xà phòng" (soapfish), vì khi bị kích động, chúng sẽ tiết ra một chất nhầy có độc để bảo vệ cơ thể.

## Phân bố và môi trường sống
S. suttoni có phạm vi phân bố nhỏ hẹp ở vùng biển Tây Ấn Độ Dương. Loài này chỉ được tìm thấy tại hai vị trí: đảo Pemba ngoài khơi Tanzania và quần đảo Comoro. S. suttoni sống xung quanh các rạn san hô hay các rạn đá ngầm ở độ sâu khoảng từ 11 dến 25 m.

## Mô tả
Chiều dài cơ thể lớn nhất được ghi nhận ở S. suttoni là khoảng 8 cm. Cá trưởng thành có màu đỏ tươi với các đốm sẫm màu hơn ở lưng. Đầu màu đỏ sẫm ở nửa trên và sau gáy; có một dải màu nâu sẫm ở mõm và kéo dài ra phía sau, xuống dưới mắt, và một vệt sọc trắng mờ từ dưới mắt kéo ra sau mang. Nắp mang có một đốm nâu đen kéo dài theo chiều ngang. Không có nắp da dưới cằm. Lỗ mũi của chúng có hình ống dài, nằm ở môi trên.
Số gai ở vây lưng: 7; Số tia vây mềm ở vây lưng: 22 - 24; Số gai ở vây hậu môn: 3; Số tia vây mềm ở vây hậu môn: 18 - 20; Số đốt sống: 26.
Thức ăn của S. suttoni có thể là những loài động vật giáp xác. Suttonia lineata là một loài chị em với S. suttoni.